# Caliphaea angka
Caliphaea angka är en trollsländeart som beskrevs av Hämäläinen 2003. Caliphaea angka ingår i släktet Caliphaea och familjen jungfrusländor. IUCN kategoriserar arten globalt som starkt hotad. Inga underarter finns listade i Catalogue of Life.